# Triodontella tunisia
Triodontella tunisia är en skalbaggsart som beskrevs av Brenske 1890. Triodontella tunisia ingår i släktet Triodontella och familjen Melolonthidae. Inga underarter finns listade i Catalogue of Life.